# Ursula Cowgill
Ursula Moser Cowgill (9 de noviembre de 1927 – 27 de noviembre de 2015)   fue una bióloga y antropóloga que trabajó para la Universidad de Yale, Dow Chemical Company y la Universidad de Colorado durante la segunda mitad del siglo XX. 
Su trabajo incluye estudios de las prácticas agrícolas en la Mesoamérica precolombina, las estaciones de nacimiento en los seres humanos, la relación entre el sesgo cultural de género y la mortalidad infantil, y el posible papel del selenio en la reducción de la mortalidad por sida . También cuidó a cuatro pottos durante muchos años y publicó una serie de observaciones sobre su comportamiento. Cowgill obtuvo un doctorado de la Universidad Estatal de Iowa en 1956. Posteriormente trabajó como química analítica para la limnóloga G. Evelyn Hutchinson . Sus primeros artículos en revistas, algunos publicados conjuntamente con Hutchinson, aparecieron a principios de los años sesenta.Cowgill vivía en Colorado en 2003. Además de su investigación científica, fue activista de la Unión Estadounidense por las Libertades Civiles .

## Trabajo y hallazgos

### Pottos
En 1959, tres parejas de pottos de África occidental llegaron al Laboratorio Zoológico Osborn de Yale. Al principio vivieron en el laboratorio con otros prosimios nocturnos que Cowgill y Hutchinson estaban estudiando. En 1964, Cowgill se llevó a dos de las parejas a vivir con ella. Los cuidó hasta 1981, cuando entregó el único macho superviviente a un colega.Mientras los pottos estaban con ella, Cowgill publicó varios artículos en revistas sobre su anatomía, dieta, reproducción, enfermedades y recuperación, y comportamiento social. Estas publicaciones constituyen uno de los pocos estudios a largo plazo sobre pottos en cautiverio.

### Agricultura maya
Entre 1961 y 1963, Cowgill y Hutchinson realizaron estudios de suelos en la Cuenca del Petén, Guatemala, con el objetivo de conocer los efectos de las prácticas agrícolas de la civilización maya precolombina .  Sus hallazgos informaron que los métodos de cultivo mayas habían despojado gradualmente al suelo de elementos vitales, lo que significa que finalmente se volvió incapaz de sustentar los cultivos. Algunos estudiosos han vinculado este agotamiento del suelo con el declive de los asentamientos urbanos mayas en la región de Petén en el siglo X.

### Proporción de sexos y mortalidad infantil
La investigación de Cowgill sobre género y mortalidad infantil abarcó tanto registros históricos en Inglaterra como observaciones contemporáneas en Guatemala . Utilizando registros de nacimiento y defunción de los registros parroquiales de York entre 1538 y 1812, Cowgill descubrió que a lo largo de la historia de la ciudad, las niñas en todas las etapas de la infancia habían muerto en mayor proporción que los niños de la misma edad. Esto resultó en una proporción de sexos adultos de 136 hombres por cada 100 mujeres. Cowgill teorizó que esto se debía en parte a que las niñas tenían más probabilidades de ser víctimas de infanticidio y en parte a que los hijos varones tendían a recibir mejor alimentación y cuidados que las hijas. En Guatemala, Cowgill estudió una aldea indígena donde la proporción de sexos era aún más sesgada: 178:100. Cowgill observó que las madres de esta aldea amamantaban a sus hijos durante mucho más tiempo que a sus hijas y tendían a darles un trato preferencial incluso después del destete. Cowgill y Hutchinson también especularon que el comportamiento sexualmente provocativo de las jóvenes de esta aldea podría ser un mecanismo de supervivencia .

### Estaciones de nacimiento
Cowgill llevó a cabo uno de los primeros estudios científicos sobre la estacionalidad en la reproducción humana. Tomando datos de registros históricos y de pueblos indígenas de varios países, concluyó que la concepción y el nacimiento en los seres humanos, como el de muchos otros animales, seguían hasta cierto punto patrones estacionales. Debido a que el patrón era diferente en los hemisferios norte y sur, Cowgill planteó la hipótesis de que el clima era el factor determinante. Sin embargo, descubrió que en las zonas urbanizadas e industrializadas el patrón se había alterado. Su artículo de 1966 sobre el tema, publicado en la revista Ecology, ha servido de base para investigaciones posteriores de otros científicos.

### El selenio y el SIDA
En 1997, Cowgill midió el contenido de selenio del suelo en varios lugares de Estados Unidos midiendo la cantidad del mineral absorbido por la alfalfa . Luego correlacionó esta información con la tasa de mortalidad por SIDA en la zona. Descubrió que cuanto más selenio había en el suelo, menor era la mortalidad por sida. La relación fue especialmente fuerte entre los afroamericanos .

## Publicaciones
- Cowgill, U. M.; Bishop, A.; Andrew, R. J.; Hutchinson, G. E. (1962). «An Apparent Lunar Periodicity in the Sexual Cycle of Certain Prosimians». Proceedings of the National Academy of Sciences of the United States of America 48 (2): 238-41. Bibcode:1962PNAS...48..238C. PMC 220764. PMID 16590923. doi:10.1073/pnas.48.2.238.
- Bajo de Santa Fe (with G.E. Hutchinson). Book, 1963.
- Cowgill, UM; Hutchinson, GE (1963). «Sex-ratio in childhood and the depopulation of the Peten, Guatemala». Human Biology 35: 90-103. PMID 14023537.
- Cowgill, U. M. (1966). «Season of Birth in Man. Contemporary Situation with Special Reference to Europe and the Southern Hemisphere». Ecology 47 (4): 614-623. doi:10.2307/1933939.
- The history of Laguna de Petenxil, a small lake in Northern Guatemala. Book, 1966.
- Cowgill, UM (1967). «Heat transfer solely by molecular conduction in the metalimnion». Proceedings of the National Academy of Sciences of the United States of America 57 (2): 198-200. Bibcode:1967PNAS...57..198C. PMC 335487. PMID 16591451. doi:10.1073/pnas.57.2.198.
- Cowgill, UM (1977). «A myeloliposarcoma in a female Perodicticus potto: Mineralogical and elemental chemical analysis». Journal of Medical Primatology 6 (2): 114-8. PMID 406401. doi:10.1159/000459730.
- Cowgill, UM (1977). «Elemental analysis of a tumor from a nocturnal prosimian with special emphasis on bromine». The Science of the Total Environment 7 (1): 63-9. Bibcode:1977ScTEn...7...63C. PMID 402025. doi:10.1016/0048-9697(77)90017-1.
- Cowgill, UM; Zeman, LB (1980). «Normal blood values of an adult male Perodicticus potto with comparative data from other primates». Folia Primatologica 33 (4): 273-90. PMID 7419137. doi:10.1159/000155942.
- Cowgill, UM (1988). «The tellurium content of vegetation». Biological Trace Element Research 17: 43-67. PMID 2484368. doi:10.1007/BF02795446.
- Aquatic toxicology and hazard assessment, 12th volume (with Llewellyn R. Williams). Book, 1989.
- Cowgill, UM; Milazzo, DP; Landenberger, BD (1990). «The reproducibility of the three brood Ceriodaphnia test using the reference toxicant sodium lauryl sulfate». Archives of Environmental Contamination and Toxicology 19 (4): 513-7. PMID 2386407. doi:10.1007/BF01059069.
- Cowgill, UM; Milazzo, DP (1991). «The response of the three brood Ceriodaphnia test to fifteen formulations and pure compounds in common use». Archives of Environmental Contamination and Toxicology 21 (1): 35-40. PMID 1898115. doi:10.1007/BF01055553.
- Cowgill, UM (1991). «Variation in the nitrotoxin concentration of 13 species of Astragalus (Fabaceae) over a 6-year period». Biological Trace Element Research 31 (2): 111-8. PMID 9438032. doi:10.1007/BF02990419.
- Cowgill, UM (1997). «The distribution of selenium and mortality owing to acquired immune deficiency syndrome in the continental United States». Biological Trace Element Research 56 (1): 43-61. PMID 9152511. doi:10.1007/BF02778983.